# 勝坂有鹿谷遺跡

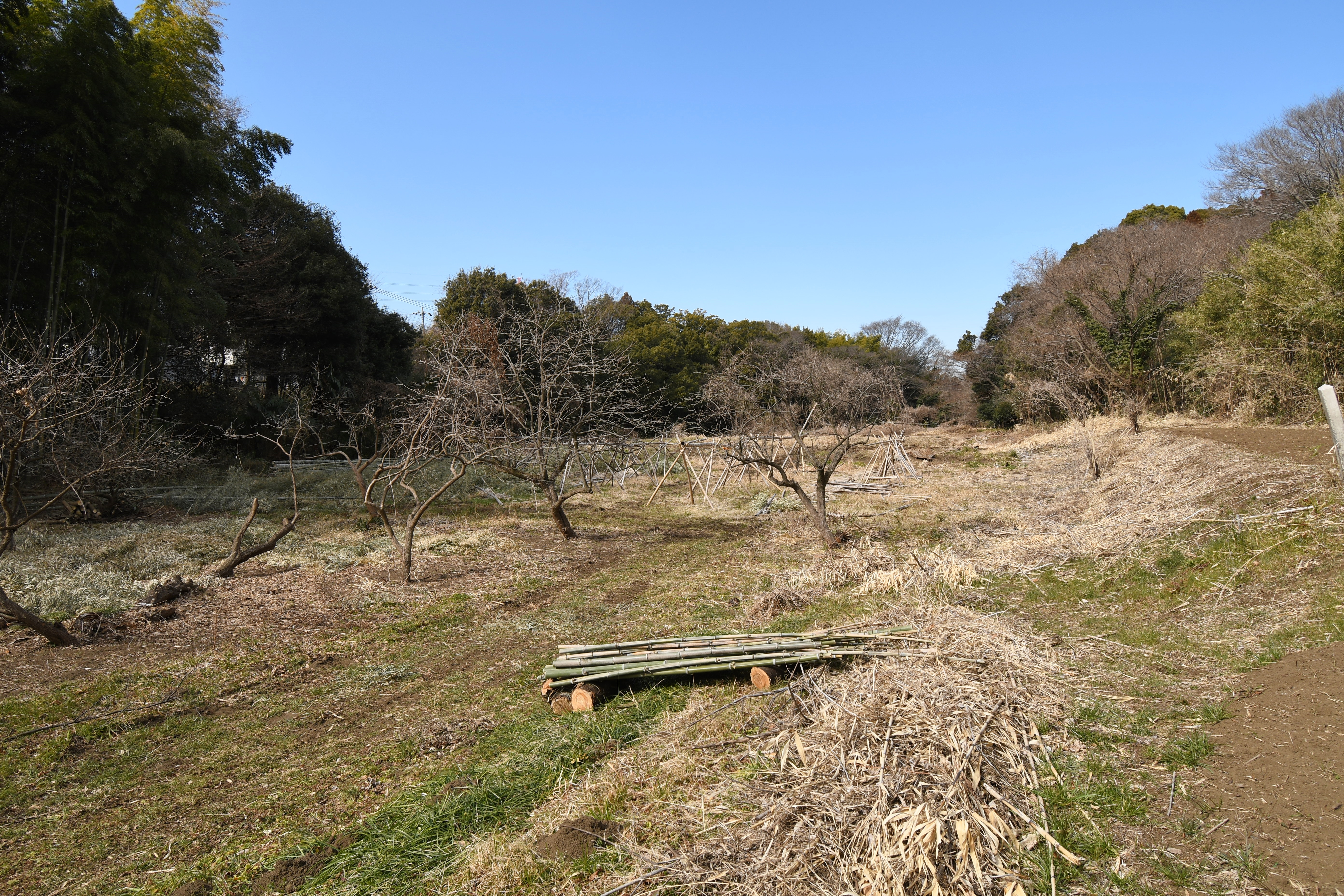
勝坂有鹿谷遺跡 祭祀遺物出土地付近

勝坂有鹿谷遺跡（かつさかあるかやといせき/かっさかあるかやといせき、勝坂有鹿谷祭祀遺跡/勝坂祭祀遺跡/有鹿谷祭祀遺跡）は、神奈川県相模原市南区磯部にある古代祭祀遺跡。史跡指定はされていない。出土祭祀遺物は相模原市指定有形文化財に指定されている。

## 概要

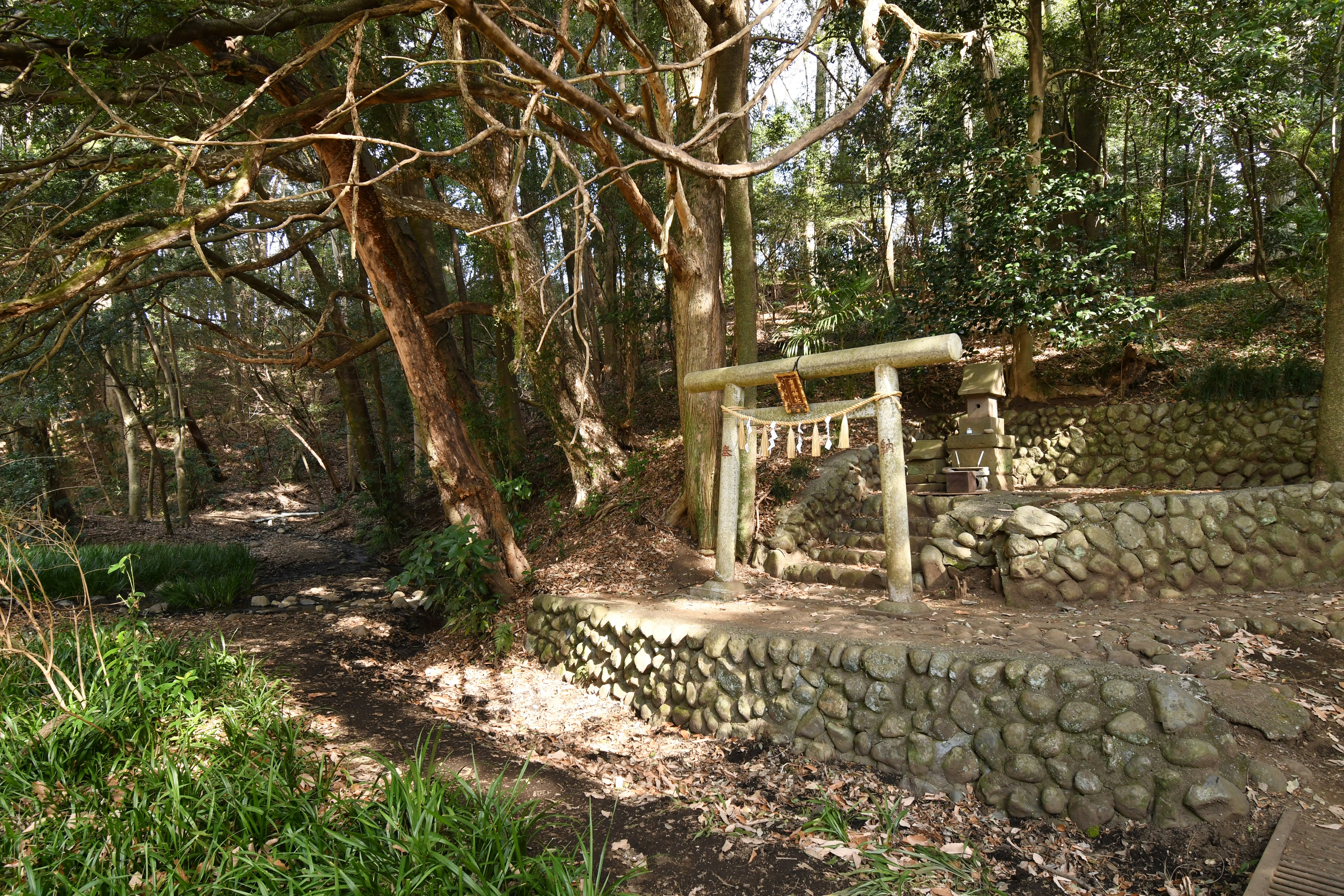
有鹿神社奥宮と有鹿谷の湧水

神奈川県中央部の相模川左岸、縄文時代の標式遺跡として著名な勝坂遺跡の西側下段の、鳩川支流による小開析谷（有鹿谷（あるかやと））に位置する。北には有鹿神社（延喜式内社）奥宮の小祠が鎮座する。1955年（昭和30年）頃に祭祀遺物が出土したことで遺跡として発見されたが、これまでに正規の発掘調査は実施されていない。
聞き取り調査によれば、地下約1メートルにおいて直径約5メートルの川原石による円形石囲いがあり、その中から多数の遺物が出土したという。出土品は、銅鏡7・子持勾玉1のほか管玉・石製玉類・石製祭具（鏡形・勾玉形・剣形など）・石製有孔円板・土師器・玉石の計306点で、古墳時代前期後半-終末期の4世紀後半から7世紀中頃（または4世紀末葉-7世紀前半）の時期と推定される。具体的には、4世紀後半に小型銅鏡・石製模造品を主体とする祭祀が始まったのち、5世紀中頃からは土器が加わり、6世紀前葉に石製模造品は終わり土師器の坏類（食物・酒の供献）の主体に変化し、7世紀中頃までには終焉したと推定される。特に1遺跡からの銅鏡7面の出土は、祭祀行為の継続性を示す点で注目される。
この勝坂有鹿谷遺跡については、鳩川流域の支配の象徴としての湧水祭祀の性格が指摘される。現在も有鹿神社奥宮付近では湧水が認められ、有鹿神社による神事「水引祭り（水もらい神事）」が行われる。鳩川下流の海老名市域では首長墓群として秋葉山古墳群・瓢箪塚古墳の営造が知られ、特に瓢箪塚古墳の築造時期は勝坂有鹿谷遺跡と近い時期になるとして注目される。
遺跡からの出土祭祀遺物は2013年（平成25年）に相模原市指定有形文化財に指定されている。

## 遺跡歴
- 1955年（昭和30年）頃、有鹿谷の水田化工事中に遺物出土[1]。
- 1972年（昭和47年）、大場磐雄による資料調査：計92点（1972年刊行の『神道考古学講座』に掲載）[4]。
- 1977年（昭和52年）、神奈川県史編纂に伴う資料調査：計197点（赤星直忠ら、公表なし）[4]。
- 2005年（平成17年）、相模原市史編纂に伴う資料整理：計306点（相模原市、2010年に報告書刊行）[4]。
- 2013年（平成25年）4月1日、出土祭祀遺物が相模原市指定有形文化財に指定[1]。

## 文化財

### 相模原市指定文化財
- 有形文化財
  - 勝坂有鹿谷祭祀遺跡出土の祭祀遺物（考古資料） - 内訳は以下。相模原市立博物館保管。2013年（平成25年）4月1日指定[1]。
    - 銅鏡 7点 - 珠文鏡5、櫛歯文鏡1、変形六獣鏡1。
    - 子持勾玉 1点
    - 管玉 1点
    - 石製玉類 112点
    - 石製祭具（鏡形、勾玉形、剣形等） 104点
    - 石製有孔円板 65点
    - 土師器 6点 - 坩1、坏4、鉢1。
    - 玉石 8点

## 関連施設
- 相模原市立博物館（相模原市中央区高根） - 勝坂有鹿谷遺跡の出土品等を保管・展示。

## 関連文献
（記事執筆に使用していない関連文献）
- 『勝坂遺跡有鹿谷地点 -第85・89・102・105・106次発掘調査報告書-（相模原市埋蔵文化財調査報告48）』相模原市教育委員会、2015年。 - 勝坂有鹿谷遺跡の北側における発掘調査報告書（古墳時代の遺物出土はなし）。